# Kuraj (glasbilo)
Kuraj (baškirsko ҡурай, tatarsko quray) je dolga odprta pihana vrsta flavte z dvema do sedmimi luknjami za prste in je nacionalni instrument Baškirjev in Tatarov. Instrument je vrsta coora (pihalna piščal različnih dolžin, ki je pogosta med notranjeazijskimi pastirji). 1. marca 2018 je bil Kuraj registriran kot teritorialna blagovna znamka Baškortostana, patent je prejel Zvezna služba za intelektualno lastnino Ruske federacije.
Najbolj razširjena vrsta kuraja je kuraj, narejen iz stebla rastline iz družine Umbelliferae, imenovane urals edgepistil ali Pleurospermum uralense. Steblo kuraja je dolgo 2–3 metre. Cveti julija, nato pa se avgusta-septembra posuši. Septembra ga razrežejo in hranijo v suhem in temnem prostoru. Dolžino določijo tako, da izmerijo 8-10-kratno širino dlani, ki zajema steblo rastline. Prvo luknjo je treba narediti na razdalji štiri prste od vrha rastline, naslednje tri luknje na razdalji dveh prstov ena od druge, peto zadaj na razdalji treh prstov od četrte luknje.
Dolžina kuraja je približno 510–810 milimetrov. Diapazon je sestavljen iz treh oktav. Kuraj se uporablja kot solistični in ansambelski instrument. Zdaj je mogoče izdelati kurajiz furnirja. Je bolj stabilen in njegov zvok je podoben zvoku naravnega kuraja.
Poleg naravnega kuraja so znane še nekatere druge vrste:
- sor-kuraj - neke vrste kuraja, ki so ga izdelali Baškirji, ki so živeli v stepi, kjer naravni kuraj ne raste. Narejen je iz stepske trave in njena dolžina ni večja od enega metra, vendar je v premeru širša. Strokovnjaki pravijo, da je bil uporabljen za klicne signale.
- Bakreni kuraj – kuraj iz bakra. Vendar pa strokovnjaki ne odobravajo uporabe te vrste kuraja, ker je zdravju škodljiv.

## Slog igranja
Imena izjemnih kuraj-igralcev-improvizatorjev so Kubagush-sasan, Baik-sasan, I. Murzakaev, G. Arginbaev, Y. Icyanbaev, I. Dilmukhametov, G. Suleymanov, K. Diyarov, R. Rakhimov, Y. Gaynetdinov, A. Aitkulov in R. Yuldashev.
Obstaja veliko izvajalcev kuraja: nagrajenci in diplomanti mednarodnih glasbenih ljudskih festivalov, mednarodnih študentskih in mladinskih festivalov ter vseruskih tekmovanj izvajalcev redkih glasbil.
Na državni zastavi in državnem grbu Baškortostana je slika rastline kuraj.

## Razširjenost
Kuraj spada v vrsto perzijske trstične piščali. Več srednjeazijskih trstičnih piščali brez ustnika (pastirske piščali) je sorodnih po obliki in slogu igranja, med njimi tüidük pri Turkmenih, sibizga pri Kazahstancih, choor v Kirgizistanu in tsuur v Mongoliji. Druge sorodne pastirske piščali so dolgi turški kaval, armenski blul, kurdski bilûr in narh v Pakistanu.